# Eriopyga oache
Eriopyga oache là một loài bướm đêm trong họ Noctuidae.